# Eurynome (okeanida)
Eurynome (gr. Ευρυνομη Eurynomē, łac. Eurynome) – w mitologii greckiej jedna z okeanid.
Uchodziła za córkę tytana Okeanosa i tytanidy Tetydy. Panowała przed Kronosem wraz z Ofionem na Olimpie. Wypędzili ją Kronos i Rea. Po ucieczce schronili się w morzu, gdzie wraz z nereidą Tetydą przyjęły strąconego z Olimpu Hefajstosa. Ze związku z Zeusem urodziła Charyty.
Świątynia jej poświęcona znajdowała się w okolicach Figalei w Arkadii, w cyprysowym gaju.
Przedstawiana była jako pół kobieta, pół ryba.